# Alfred Julius Becher

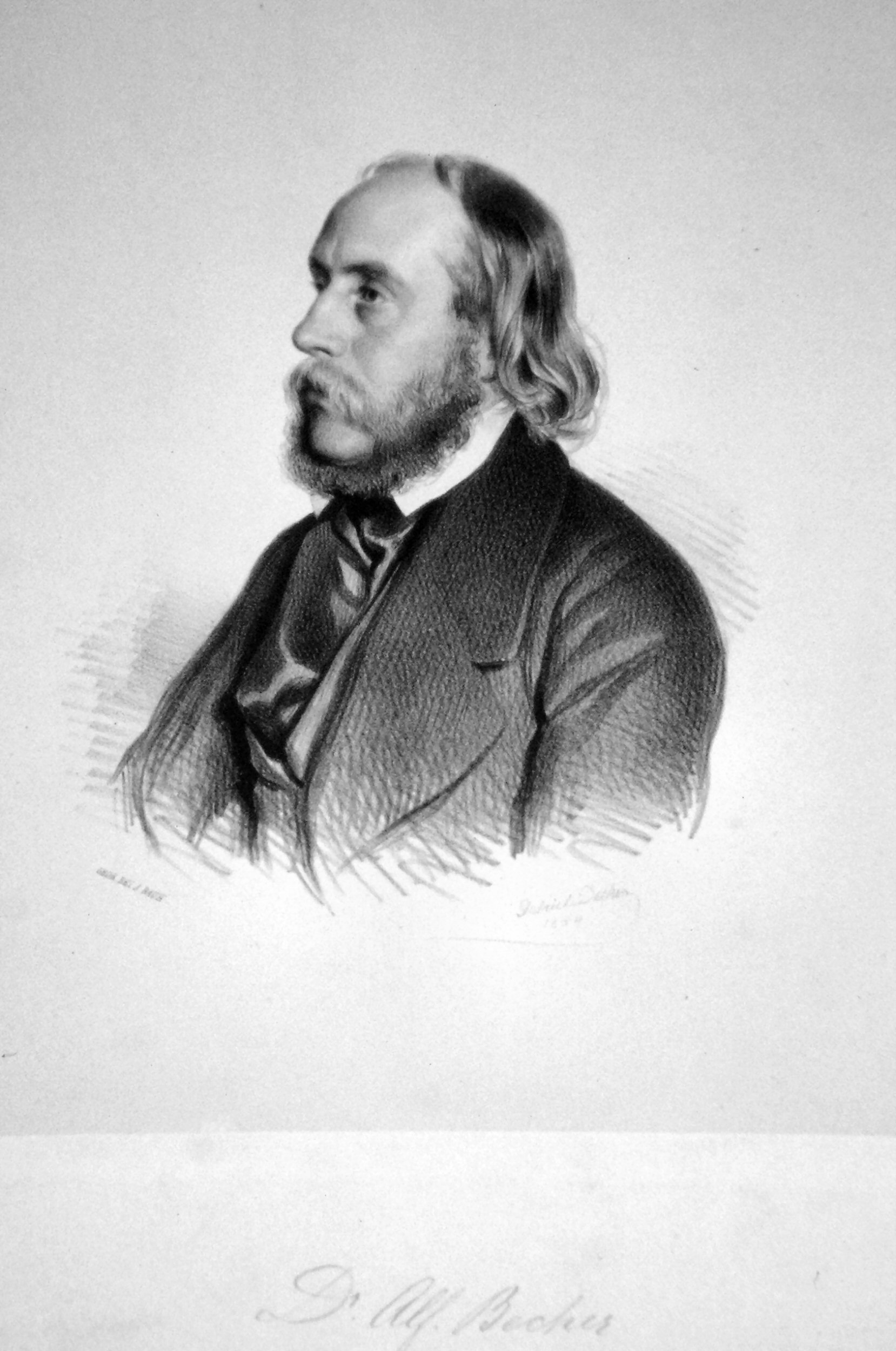
Alfred Julius Becher, Lithographie von Gabriel Decker, 1844

Anschlagzettel zu Bechers Quartett-Abend am 6. Januar 1846, Wienbibliothek

Alfred Julius Becher (* 27. April 1803 in Manchester; † 23. November 1848 in Wien) war Musikkritiker, Komponist und einer der Hauptführer des Wiener Oktoberaufstands von 1848.

## Leben
Becher war der älteste Sohn des Kaufmanns Carl Christian Becher (* 1777 in Hanau, † 21. März 1836 in Köln), der 1832 zu den Mitbegründern der Rheinisch-Westindischen Handelskompanie gehörte. In Heidelberg, Göttingen und Berlin studierte er die Rechte und kam wegen demokratischer Umtriebe (Mitgliedschaft in der Alten Berliner Burschenschaft) in Untersuchungshaft. Später ließ er sich als Advokat in Elberfeld nieder, redigierte dann in Köln die von seinem Vater begründete Zeitung Allgemeines Organ für Handel und Gewerbe, die er bis 1839 fortführte. Später wandte er sich aus Liebe zur Kunst nach Düsseldorf, wo er mit Felix Mendelssohn Bartholdy, Carl Leberecht Immermann, Friedrich von Üchtritz und besonders mit Christian Dietrich Grabbe Umgang pflegte.
1838 holte ihn ein Freund, der Musiker Johann Heinrich Lübeck, an das von diesem gegründete Koninklijk Conservatorium Den Haag, wo Becher Professor für Musiktheorie und Ästhetik wurde. Infolge einer missliebigen Kunstkritik ging er 1840 nach London, wo er Professor an der Royal Academy of Music wurde. Wegen eines Verlagsprozesses gegen einen englischen Peer kam er 1842 nach Wien, wo er blieb. Hier lebte er sich rasch in das kulturelle und gesellschaftliche Leben ein und arbeitete bald als Musikrezensent der Wiener Allgemeinen Musik-Zeitung sowie der Sonntagsblätter. Hier machte er auch Bekanntschaft mit dem jungen Eduard Hanslick. „Sein Ruf als tüchtiger, aber scharfer Rezensent und seine liebenswürdige Persönlichkeit machten ihn trotz seines ungestümen, himmelstürmerischen Wesens zum Lieblinge der feinen, schöngeistigen Kreise und Bach, Wehli, L. Neumann, Tausenau, Max Löwenthal, Bauernfeld, L. A. Frankl, besonders aber Lenau waren ihm von Herzen Freund.“
Um 1845 lernte er die Frauenrechtlerin Karoline von Perin kennen und war mit ihr liiert.
Bald schon erregte Becher durch seine scharfen Kritiken Aufmerksamkeit und trat mit Liedern und Streichquartetten auf. Später gab er Monologe am Klavier und ein Schriftchen Jenny Lind, eine Skizze ihres Lebens (2. Auflage, Wien 1847) heraus.
Die Märztage von 1848 rissen ihn in den Strudel der Politik. Dem demokratischen Zentralkomitee angehörig, wurde er mit Hermann Jellinek Herausgeber des täglich erschienenen Kampfblattes Der Radikale. Deshalb wurde er nach Niederschlagung des Oktoberaufstands am 13. November 1848 verhaftet und am 22. November von einem militärischen Standgericht zum Tod verurteilt. Am 23. November, dem Tag seiner Hinrichtung, schrieb er um 1 Uhr morgens noch einen Brief an seinen Freund Gustav Nottebohm mit der Bitte, sich um seinen Nachlass zu kümmern. Am 7 Uhr wurde er zusammen mit Hermann Jellinek vor dem Neutor in Wien erschossen.
1971 wurde die Bechergasse in Wien-Favoriten nach ihm benannt.

## Werke
Als Komponist von 25 Werken war Becher ebenso radikal progressiv wie erfolglos. Er orientierte sich an Beethoven, Berlioz, Mendelssohn und Schumann, nahm aber vielfach schon Entwicklungen der Neudeutschen Schule vorweg.
„Sich als Componist Geltung zu erringen, gelang ihm nicht; seine geistreiche, aber abstrakte (auf den späteren Beethoven ‚fortbauende‘) Musik vermochte im besten Fall den Kenner zu interessieren, aber niemand zu erfreuen.“ Zu Bechers Reaktion auf das Stillschweigen, das seinem 1843 im Wiener Gesellschaftszirkel „Concordia“ aufgeführten Streichquartett in A-Dur entgegengebracht wurde, berichtet ein Zeitzeuge: „Da rieb sich Becher, wir sehen ihn noch, vergnügt die Hände und sagte: ‚Das freut mich, das stumme Verblüfftsein spricht für mein Talent. Es freut mich, dass meine Zeitgenossen mich nicht verstehen‘“. Franz Grillparzer dichtete unter dem Eindruck dieses Streichquartetts ein bekannt gewordenes Epigramm: „Dein Quartett klang, als wenn Einer / Mit der Axt gewicht’gen Schlägen, / Und drei Weiber, welche sägen, / Eine Klafter Holz verkleiner!“ Ein weiteres, 1847 auf Becher gedichtetes Epigramm Grillparzers lautet: „Man sagt, du verachtest die Melodie, / Schon das Wort erfüllt dich mit Schauer; / So gings auch dem Fuchs, dem enthaltsamen Vieh, / Der fand die Trauben sauer.“
Im Gegensatz zur nur schwach ausgeprägten Melodik sind Form und insbesondere Harmonik im kompositorischen Schaffen Bechers in hohem Maß avanciert und konstruiert. So werden bereits Entwicklungen der Spätromantik vorweggenommen, wie z. B. Tristanharmonik oder frei einsetzende und unaufgelöste Dissonanzen.
Becher hinterließ u. a. Klaviermusik, drei Streichquartette in A-Dur, G-Dur und C-Dur.
Ferner existiert eine 1847 uraufgeführte Elegische Phantasie für Violoncello und das Fragment einer Symphonie in d-Moll (komponiert um 1846). Im Druck erschienen u. a.:
- op. 1 – Acht Gedichte, Elberfeld: Betzold 1834 (Digitalisat)
- op. 2 – Neun lyrische Stücke für Klavier, Köln: Eck & Co. 1837
- op. 3 – Sechs Gedichte, Bonn: Mompour 1837
- op. 5 – Rondo G-Dur, Wien: Mechetti
- op. 7 Nr. 1 – Klaviersonate Nr. 1 D-Dur, Wesel: Prinz 1841
- op. 7 Nr. 2 – Klaviersonate Nr. 2 C-Dur, Wesel: Prinz 1841
- op. 9 – Monologe am Klavier, Wien: H. F. Müller 1845 (Digitalisat)
- op. 10 – Sechs Gedichte, Wien: Haslinger 1847
- op. 11 – Klaviersonate Nr. 3 F-Dur, Wien: H. F. Müller 1846[9]
- op. 12 – Streichquartett Nr. 1 G-Dur (ungedruckt)[10]
- op. 13 – Streichquartett Nr. 2 C-Dur (ungedruckt)[11]
- op. 18 – Lyrische Stücke für Klavier, Wien: Mechetti 1847
- op. 19 – Sechs Humoresken für das Pianoforte (ungedruckt)[12]
- op. 20 – Adagio appassionato für Klavier, Jenny Lind gewidmet, Wien: H. F. Müller 1847[13] (Digitalisat)

## Briefe
- Renate Federhofer-Königs, Das Verhältnis von Alfred Julius Becher zu Robert Schumann  – mit unveröffentlichten Briefen, in: Studien zur Musikwissenschaft. Beihefte der Denkmäler der Tonkunst in Österreich, Band 40 (1991), S. 97–131
- Renate Federhofer-Königs, Der unveröffentlichte Briefwechsel Alfred Julius Becher (1803–1848) – Felix Mendelssohn Bartholdy (1809–1847), in: Studien zur Musikwissenschaft. Beihefte der Denkmäler der Tonkunst in Österreich, Band 41 (1992), S. 7–94
- Briefwechsel Robert und Clara Schumanns mit Korrespondenten in Österreich, Ungarn und Böhmen, hg. von Klaus Martin Kopitz, Michael Heinemann, Anselm Eber, Jelena Josic, Carlos Lozano Fernandez und Thomas Synofzik (= Schumann-Briefedition, Serie II, Band 27), Köln 2023, S. 159–204; ISBN 978-3-86846-052-0

## Schriften
- Das niederrheinische Musikfest, ästhetisch und historisch betrachtet, Köln 1836
- Jenny Lind. Eine Skizze ihres Lebens und ihrer Künstler-Laufbahn bis auf die neueste Zeit, Wien 1847 (Digitalisat)
- Der Radikale : deutsche Zeitung für In- und Ausland, Wien 1848 urn:nbn:at:AT-WBR-880954